# منتخب النرويج تحت 21 سنة لكرة القدم

شعار المنتخب(علم النرويج)

منتخب النرويج تحت 21 سنة لكرة القدم هو الممثل الرسمي لـ النرويج في بطولات كرة القدم تحت 21 سنة. يشارك الفريق في بطولة أوروبا تحت 21 لكرة القدم التي تقام كل عامين.